# Federico Marcucci
Federico Pablo Marcucci (Buenos Aires, Argentina; 13 de enero de 1994) es un futbolista argentino. Juega de mediocampista.

## Trayectoria
Surgido de las inferiores de Vélez Sarsfield, en 2013 hizo su debut profesional en el marco del Torneo Inicial 2013. pero al no tener chances en el primer equipo, pasó a jugar en el plantel de reserva. En 2015 pasó a integrar las filas del plantel de Fénix en la Primera B Metropolitana. Al año siguiente pasó a jugar en Comunicaciones. A mediados de 2016 llega al Unión San Felipe de Chile, siendo esta su primera experiencia internacional.

## Clubes
| Club             | País      | Año         |
| ---------------- | --------- | ----------- |
| Vélez Sarsfield  | Argentina | 2013 - 2014 |
| Fénix            | Argentina | 2015        |
| Comunicaciones   | Argentina | 2016        |
| Unión San Felipe | Chile     | 2016 - 2018 |